# Serón de Nágima
Serón de Nágima település Spanyolországban, Soria tartományban. Serón de Nágima Tejado, Gómara, Almazul, Torlengua, Cañamaque, Velilla de los Ajos és Bliecos községekkel határos. Lakosainak száma 122 fő (2024).

## Népesség
A település népessége az elmúlt években az alábbi módon változott:
| Lakosok száma | 251  | 254  | 227  | 209  | 169  | 146  | 121  | 124  | 117  | 122  |
|               | 2001 | 2004 | 2007 | 2009 | 2012 | 2014 | 2017 | 2019 | 2022 | 2024 |